# Mastacembelus ansorgii
Espèce
Statut de conservation UICN

 DD  : Données insuffisantes
Synonymes
Mastacembelus ansorgii est une anguille épineuse de la famille des Mastacembelidae.

## Localité
Cette « masta » est endémique de l'Afrique en Angola.

## Taille
Cette espèce mesure une taille maximale de 44,5 centimètres.